# Vartofta och Frökinds domsaga
Vartofta och Frökinds domsaga var en domsaga i Skaraborgs län, bildad 1810 av delar ur Vartofta, Frökinds, Laske och Barne häraders domsaga. Domsagan upplöstes 1971 i samband med tingsrättsreformen i Sverige, då den överfördes till Falköpings tingsrätt.
Domsagan lydde under Göta hovrätt.

## Tingslag
Till en början låg tre tingslag under domsagan men detta antal minskades den 1 januari 1913 till bara ett.

### Från 1810
- Dimbo tingslag
- Leaby tingslag
- Slättängs tingslag

### Från 1913
- Vartofta och Frökinds domsagas tingslag

## Häradshövdingar
- 1810–1844 Bengt Samuel Arsenius
- 1845–1879 Otto Emanuel Wijkmark
- 1880–1904 Svante Albin Brag
- 1904–1934 Axel Petrus Johanson
- 1935–1961 Sten Vallquist
- 1961–1970 Georg von Euler-Chelpin

## Valkrets för val till andra kammaren
Mellan andrakammarvalen 1866 och 1908 utgjorde Vartofta och Frökinds domsaga en valkrets: Vartofta och Frökinds domsagas valkrets. Valkretsen avskaffades vid införandet av proportionellt valsystem inför valet 1911 och uppgick då i Skaraborgs läns södra valkrets.

### Fotnoter
1. ↑   (PDF) Folkräkningen den 31 december 1910, I, Areal och folkmängd inom särskilda förvaltningsområden. Stockholm: Statistiska centralbyrån. 1914. sid. 174. Arkiverad från originalet den 25 oktober 2014. https://www.webcitation.org/6Tb6rLpBf?url=http://www.scb.se/Grupp/Hitta_statistik/Historisk_statistik/_Dokument/SOS/Folkrakningen_1910_1.pdf. Läst 26 oktober 2014